# Fritz Beinkämpen
Friedrich „Fritz“ Beinkämpen (* 8. Juni 1873 in Dissen am Teutoburger Wald; † 21. Dezember 1922 in Brandenburg an der Havel) war ein deutscher Politiker (SPD).

## Leben
Nach dem Besuch der Bürgerschule erlernte Beinkämpen das Klempnerhandwerk. Er betätigte sich gewerkschaftlich und war von Februar 1902 bis Mai 1921 beim Deutschen Metallarbeiterverband in Brandenburg/Havel angestellt. Außerdem war er Vorstandsmitglied des dortigen Gewerkschaftskartells und Aufsichtsratsmitglied verschiedener Arbeitergenossenschaften.
Beinkämpen trat in die SPD ein. Er war von 1919 bis 1921 Stadtverordneter und von Mai 1921 bis zu seinem Tode besoldeter Stadtrat in Brandenburg/Havel. Von 1919 bis 1921 war er Mitglied der Verfassunggebenden Preußischen Landesversammlung. Im Februar 1921 wurde er als Abgeordneter in den Preußischen Landtag gewählt. Im Parlament vertrat er den Wahlkreis 4 (Potsdam I).